# 무어스타운 (컴퓨팅 플랫폼)
무어스타운(Moorestown)은 인텔의 휴대용 MID 및 스마트폰 플랫폼으로, 링코프 시스템 온 칩에 아톰 프로세서 코어, 랭웰 입출력 플랫폼 컨트롤러 허브(I/O PCH), 브라이어타운 전력 관리 IC를 기반으로 한다. 2010년에 발표된 이 플랫폼은 모블린 리눅스를 구동하는 모습이 시연되었다.
무어스타운 플랫폼은 ACPI의 경량 대안인 심플 펌웨어 인터페이스(Simple Firmware Interface, SFI)를 도입했다. 리눅스 5.12에서 이전에 구식으로 표시되었던 SFI에 대한 지원은 인텔에 의해 커널에서 제거되었다.

## 같이 보기
- 인텔 아톰 마이크로프로세서 목록#"Lincroft" (45 nm)